# Bhimsthan
Bhimsthan (en népalais : भिमस्थान) est un comité de développement villageois du Népal situé dans le district de Sindhuli. Au recensement de 2011, il comptait 5 780 habitants.